# 카운슬링
카운슬링(counseling)은 심리학적 방법을 이용한, 특히 사례 역사 자료를 수집하고 다양한 개인 인터뷰 기법을 사용하며 관심사와 적성을 테스트하는 전문가의 개인 가이드이다. 상담(相談)이라고 번역할 수 있으나, 상담은 개인 간의 조언을 구하는 일반적인 용어로도 사용된다. 

## 상담 관련 목록

### 치료 양상
- 학사 지도
- 예술 치료/댄스 치료/연극치료/음악 치료
- 간이정신요법(Brief psychotherapy)
- 경력 상담
- 기독교인 상담
- 코카운슬링(Co-counseling)
- 연결주의
- 컨설턴트
- 상담 심리학
- 부부요법
- 신용 상담
- 위기상담전화
- 디프로그래밍
- 가족 치료
- 이야기 상담
- 목회상담
- 인간 중심 치료
- 정신과의
- 사회사업
- 해결책중심치료

### 공통 분야
- 신체 언어
- 분쟁 해결
- 분쟁 해결 연구
- 창의적 문제해결
- 대화
- 자아 커뮤니케이션
- 조정 (법률)
- 다중이론적 정신 치료
- 비언어적 의사소통
- 비폭력대화
- 문제 해결
- 관계 교육
- 책임 추정
- 스트레스 관리

## 같이 보기
- 정신약리학